# Кромлех Альмендреш
Кромлех Альмендреш (порт. Cromeleque dos Almendres/Cromeleque na Herdade dos Almendres) — мегалітичний комплекс (відомий також як Кам'яні кола Альмендреш), розташований по дорозі за 4,5 км на північний захід від села Носса Сенйора де Гуадалупе, в парафії Носса Сенйора да Турега і Носса Сенйора де Гуадалупе, муніципалітет Евора, Алентежу. Найбільша наявна група структурованих менгірів на Піренейському півострові (і одна з найбільших в Європі), ця археологічна пам'ятка складається з декількох мегалітичних споруд: кромлехів та менгірів, що належать до так званого «мегалітичного всесвіту Евори», що пов'язаний з іншими кромлехами в окрузі Евора, такими як Портела Могуш (Portela Mogos) і Кромлех Долини Марії ду Мейю (Vale Maria do Meio).

## Історія

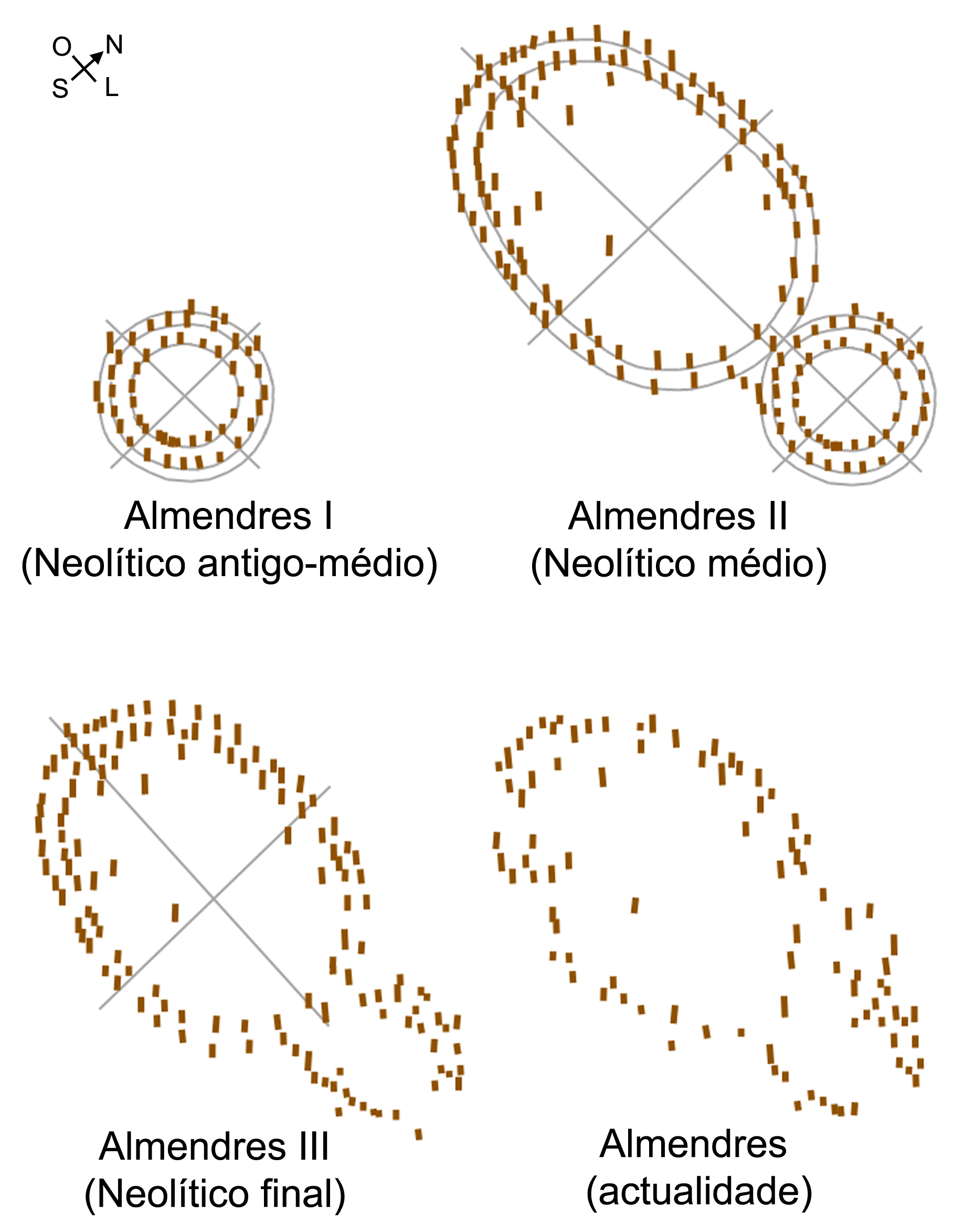
Схема, що показує еволюцію Кромлеха Альмендреш (Евора, Португалія) від раннього неоліту до сьогодні

Побудова цих споруд датується VI тис. до н. е. Вони були відкриті в 1966 році Енріке Леонором Піною, який проводив польові роботи, пов'язані з геологічним картографуванням.
Розкопки місця виявили ряд як мегалітичної, так і неолітичної фаз будівництва; Альмендреш I 6000 р. до н. е. (ранній неоліт), Альмендреш II 5000 р. до н. е. (середній неоліт) та Альмендреш III 4000 р. до н. е. (пізній неоліт). Відносна хронологія кромлеха і менгірів надзвичайно складна і охоплює період від неоліту до енеоліту. Вважається, що пам'ятник або мав релігійне / церемоніальне призначення, або функціонував як примітивна астрономічна обсерваторія.

## Архітектура
Кромлех знаходиться відразу за селом Гуадалупе, в Ердаде-душ-Альмендреші (садиба Альмендреш), біля національної дороги від Евори до Монтемора-о-Ново. Він розташований на південному заході садиби, тоді як менгір розташований у східній межі маєтку. Пішохідна стежка була визначена місцевою муніципальною радою та інтегрована у «мегалітичний маршрут» муніципалітету.
Комплекс, організований круговим малюнком, позначений камінням з близько 95 гранітних монолітів, розкладених невеликими групами. Старіші (ранньонеолітичні) моноліти формуються у вигляді двох-трьох концентричних кіл менших монолітів у східній частині комплексу, тоді як середньонеолітичні структури складаються з двох еліпсів (неправильних, але концентричних) та великих менгірів. На етапі пізнього неоліту більш ранні споруди зазнали модифікацій для соціальних чи релігійних ритуалів. Дев'яносто два менгіри утворюють два майданчики, які були побудовані та орієнтовані на різні напрямки, пов'язані з рівноденням.
Багато каменів було розкопано там, де вони стояли чи впали, і були відновлені Маріу Варелою Гомесом, виходячи з критеріїв, встановлених на основі досліджень. Широтне положення комплексу приблизно таке ж, як максимальна місячна елонгація (38,55 градусів за 1500 р. до н. е.); порівняно з елонгацією Стоунхенджа (51,18 градусів за 2000 р. до н. е.).
Хоча є багато великих одиночних 2,5 — 3,5 метрів округлих / еліптичних каменів, більшість з них малі і сформовані в групи. Кромлех займає площу 70 на 40 метрів, орієнтовану вздовж осі з північного заходу на південний схід. Стовпи показують ознаки глибокої ерозії, проте малюнки ще помітні у вигляді ліній, щонайменше, дві на кожен камінь.
Близько десятка монолітів мають різьблені малюнки,  чотири мають лише невеликі кругові отвори (купулюси). Моноліт № 8, з вирізаним плоским верхом на рівні грудей і має кілька ямочок, міг служити для астрономічного спостереження, особливо для весняного спостереження за рівноденням, шляхом закладання дрібних каменів на ямочки. Подібні спостереження можуть бути зроблені також з каменю 39, на східному фокусі еліптичної структури. Менгір 48, також має схематизоване антропоморфне зображення, оточене колами.
Ізольований одиночний менгір, заввишки близько 4,5 метрів і діаметром 0,9 метра, розташований поблизу садиби, або 1400 метрів на північний схід від основного комплексу. Лінія від Кромлеха Альмендреш до цього менгіра орієнтовно спрямована на схід сонця в зимовому сонцестоянні.

## Панорами

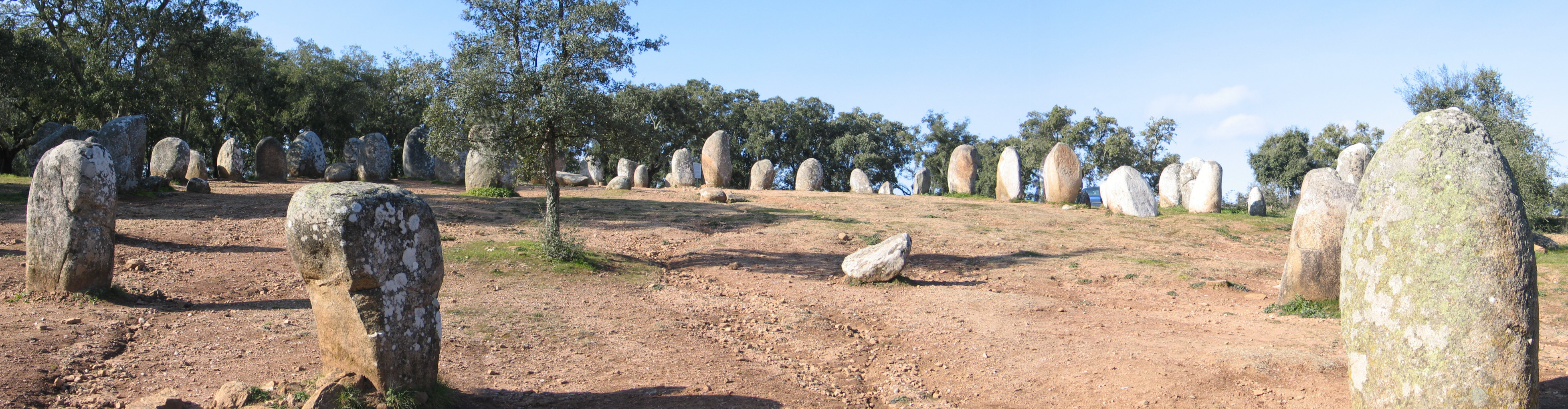
Розміщення Кромлеха Альмендреш

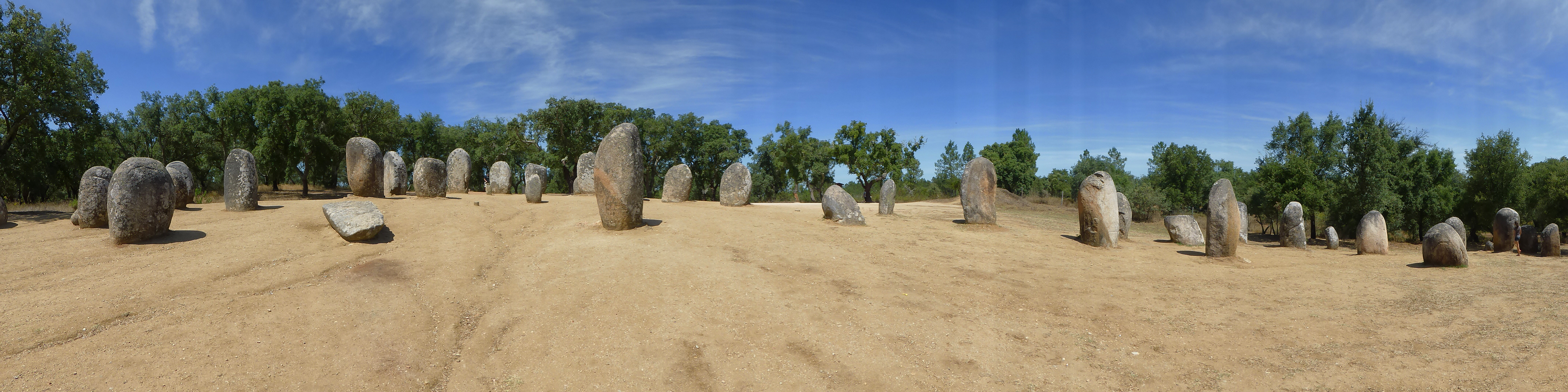
Кромлех Альмендреш, 2014 рік

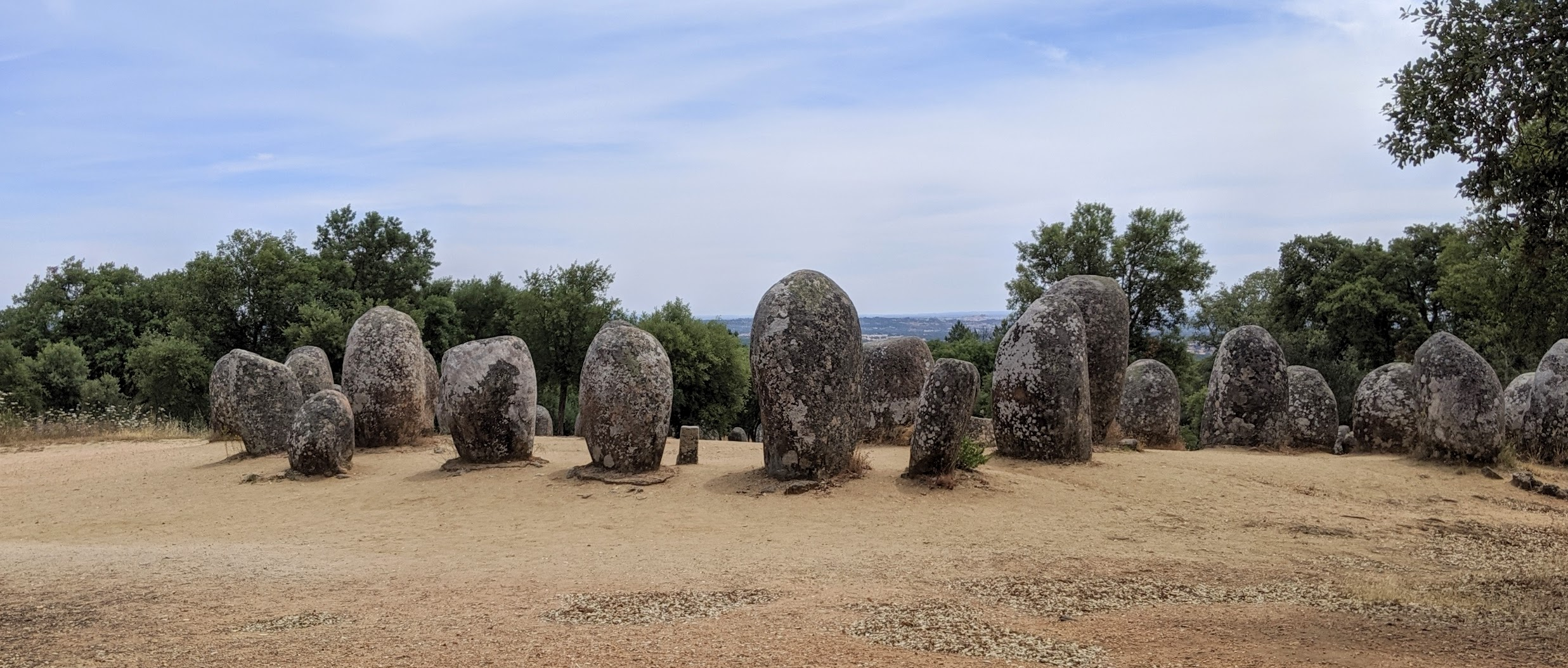
Вид зверху, 2019 рік

### Галерея
|         |
| Спіралі |

|                                   |
| Приклад малюнків на каменю (кола) |

|                                                      |
| Напівкруглі півмісяці вигравіровані на іншому камені |

|                                                   |
| Перевернутий вівчарська патериця: загальний мотив |

|                                                   |
| Моноліт № 8 із закругленими ямочками (купулюсами) |

|                    |
| Ізольований менгір |